# Pseudozeuzera caminhai
Pseudozeuzera caminhai is een vlinder van de familie van de houtboorders (Cossidae). De wetenschappelijke naam van deze soort is voor het eerst voorgesteld door Roman Viktorovitsj Jakovlev & Gyula M. László in een publicatie uit 2020.
De soort komt voor in Sao Tomé en Principe.